# Gützold
Gützold ist ein Modelleisenbahnhersteller aus dem sächsischen Zwickau, der Lokomotiven der Nenngröße TT und H0 produziert. Nach der Insolvenz 2014 wird die Marke Gützold seit 2017 von der Fischer-Modell GmbH (Eigenschreibweise: fischer-modell) aus Lüchow weitergeführt.

## Geschichte bis 1989

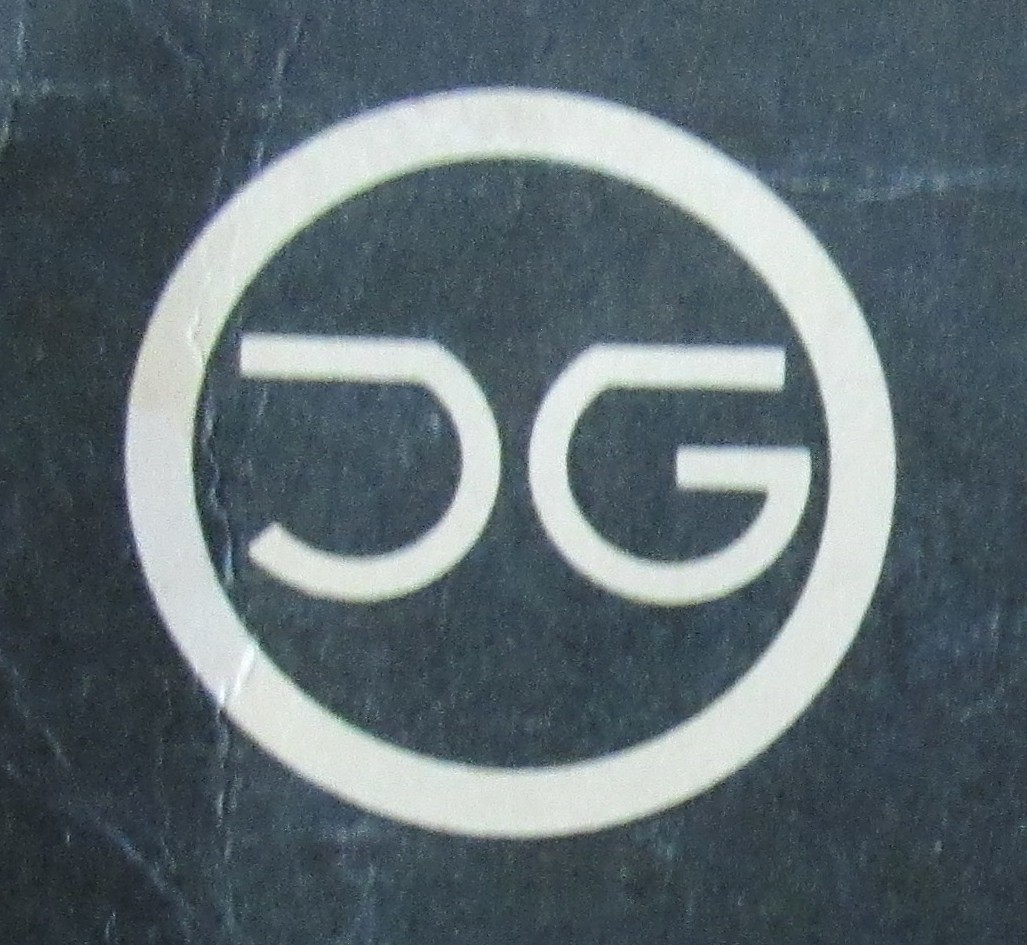
Erstes Firmenlogo, Johannes Gützold

Johannes Gützold und seine Ehefrau Erna gründeten 1946 in Zwickau eine Kolbengießerei; bereits 1948 stellte Gützold für seine Söhne Bernd, Lutz und Hans einen Modelleisenbahnzug aus Holz und Metall her. Kurz danach fertigte er eine Kleinserie von fünf kompletten Zügen etwa in der Nenngröße 1m. Zum Weihnachtsfest 1950 schenkte er seinen Söhnen eine komplette Modelleisenbahnanlage in der Nenngröße H0 mit einer Tenderlokomotive für das Dreileiter-Wechselstrom-System. Die Lokomotive besaß ein Aluminiumgussgehäuse mit einem Zinkrahmen. Im selben Jahr hatte Gützold schon mit der Herstellung von Kunststoffgehäusen begonnen.
Johannes Gützold legte so den Grundstein für eine professionelle Serienfertigung von Modelleisenbahn-Lokomotiven der Spur H0. 1952 brachte er die erste vorbildgerechte Schlepptenderlokomotive der Baureihe 24 als Gleichstrom- und Drei-Leiter-Wechselstromvariante mit einem Ehlcke-Universalmotor auf den Markt. 1968 übergab Johannes Gützold das Unternehmen an seinen Sohn Bernd Gützold.
Im Zuge der Verstaatlichung von Privatunternehmen in der DDR wurde das Unternehmen 1972 zum Volkseigenen Betrieb (VEB) und firmierte als VEB Eisenbahn-Modellbau Zwickau, abgekürzt „EM“. 1974 wurde Bernd Gützold, damals Betriebsleiter, entlassen und der Betrieb mit mehreren Zwickauer Spielwarenherstellern zusammengelegt. Diese wiederum wurden 1982 dem „VEB Plasticart Annaberg-Buchholz“ untergeordnet und gehörten zum Kombinat Spielwaren Sonneberg; die Produkte wurden seitdem unter dem Handelsnamen Piko vertrieben.

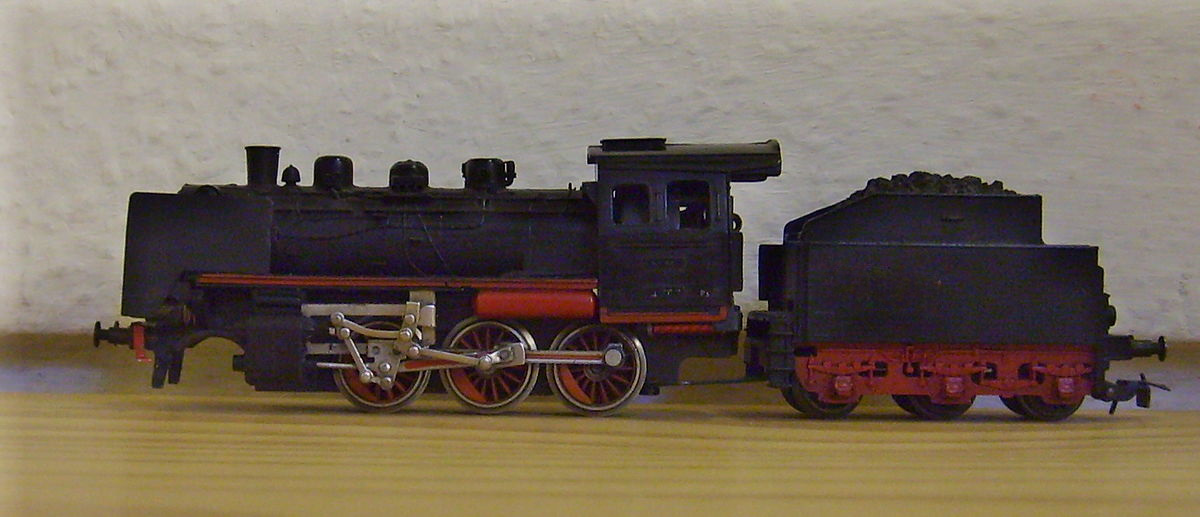
Dampflokomotive Baureihe 24, 1960er Jahre
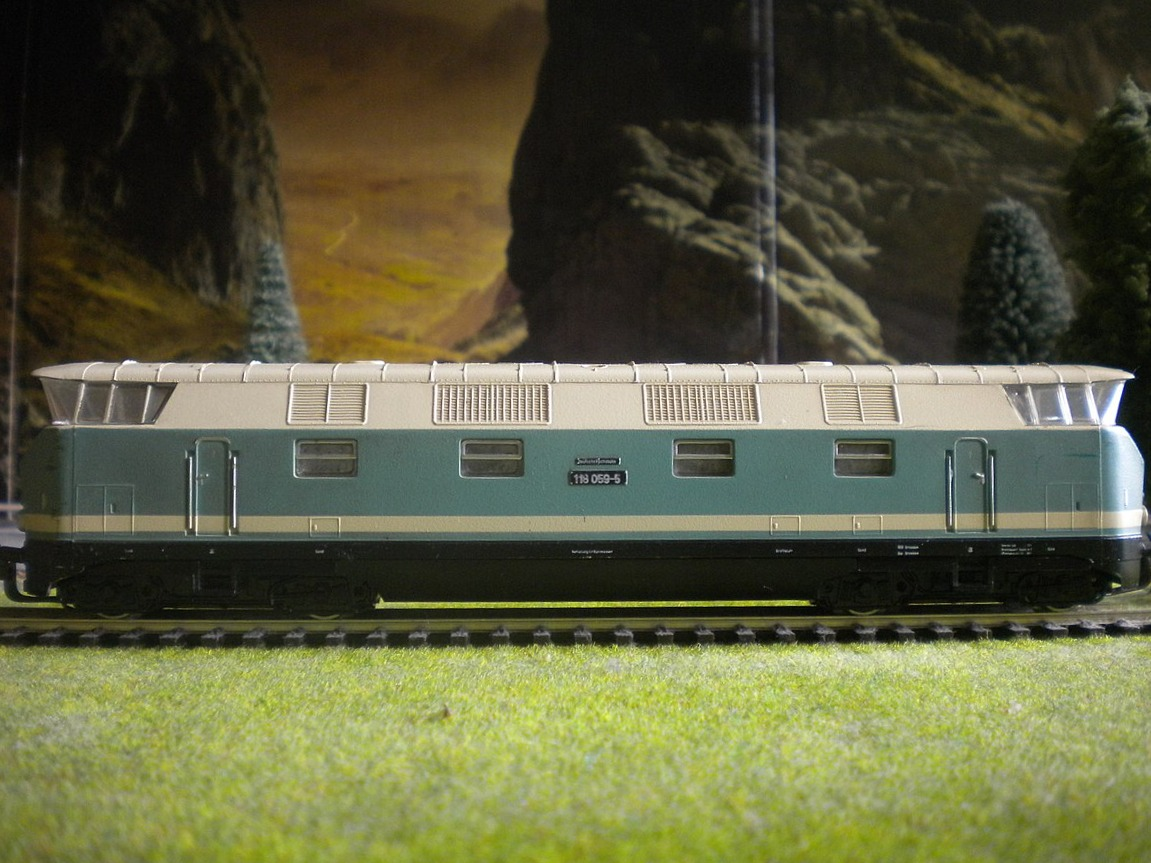
Diesellokomotive Baureihe 118, 1960er Jahre
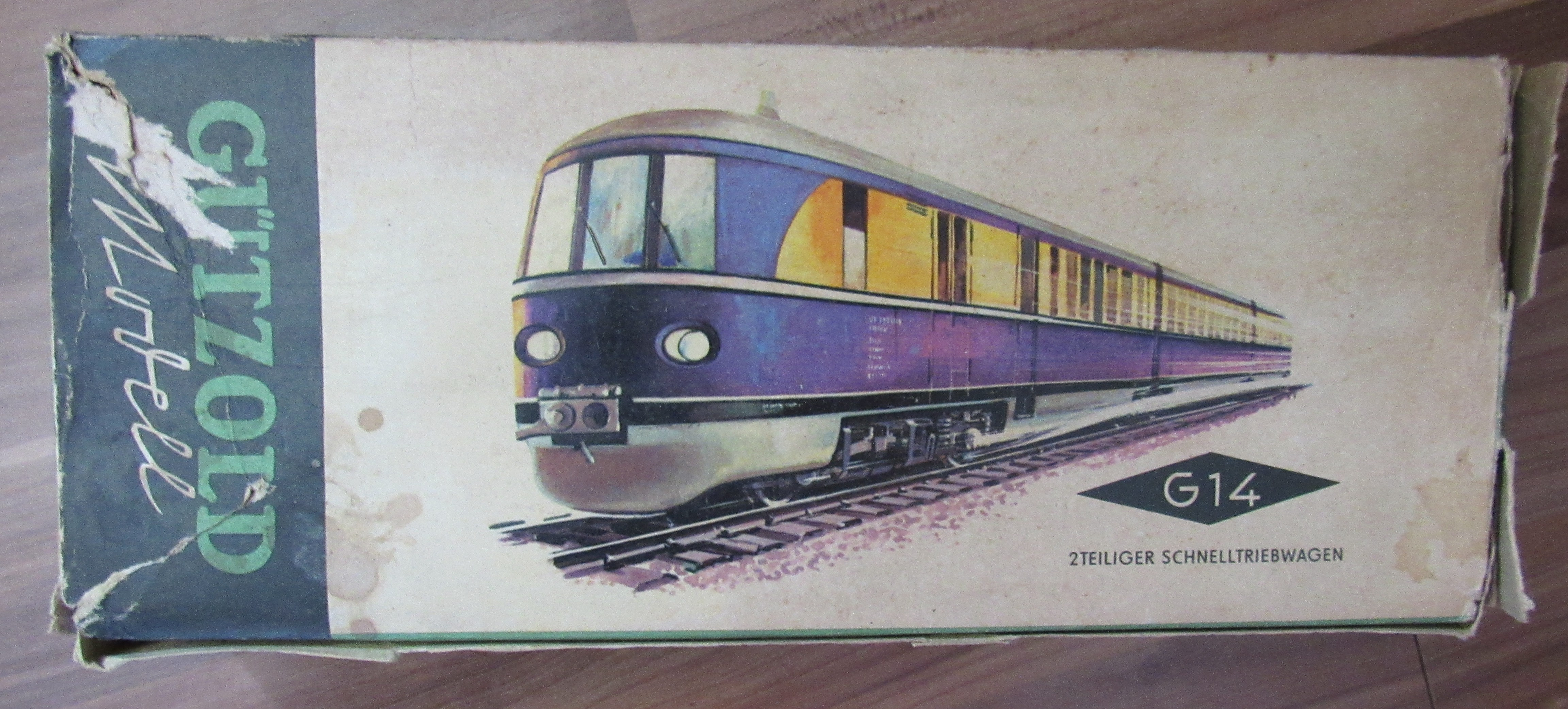
Verbrennungstriebwagen SVT 137, 1960er Jahre
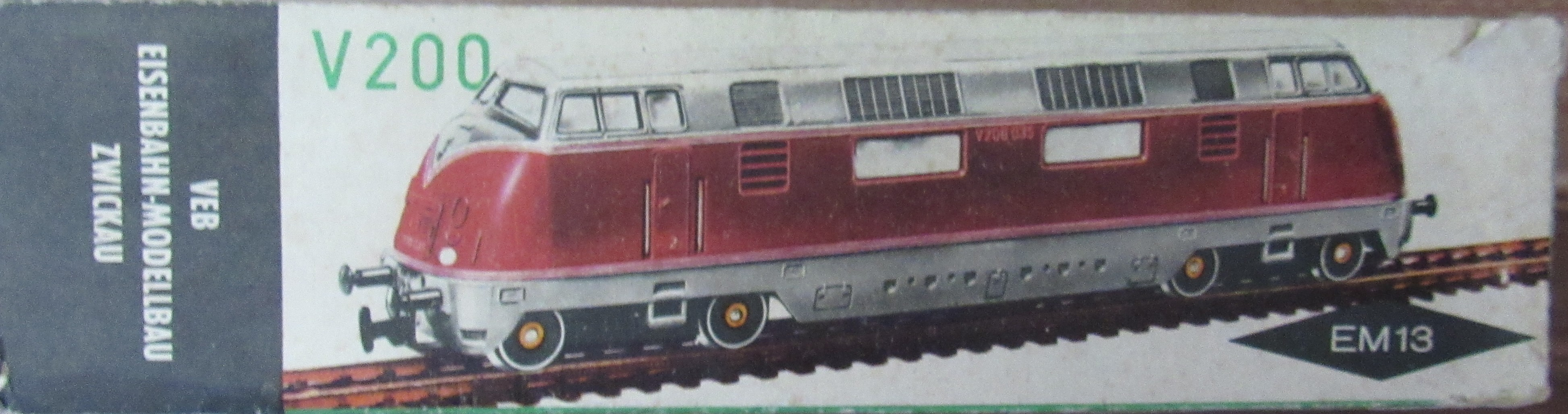
Verpackung des Modells der DB-Baureihe V200, 1970er Jahre als VEB Eisenbahn-Modellbau Zwickau

## Reprivatisierung
Nach der deutschen Wiedervereinigung 1990 wurde der VEB Plasticart Annaberg-Buchholz mit den dazugehörigen Betrieben durch die Treuhandanstalt verwaltet und weitgehend reprivatisiert. So wurde im Juni 1990 aus dem VEB Plasticart Annaberg-Buchholz Werk 5, Zwickau, die „Gützold KG“. Bereits 1996 wurde die Gützold Verwaltungsgesellschaft mbH gegründet, und aus der KG wurde die „Gützold GmbH & Co. KG“.
Nach anfänglichen Schwierigkeiten konnte sich Gützold mit Neuentwicklungen wie einem Modell der Baureihe 52 wieder auf dem Modelleisenbahnmarkt etablieren. Gützold bot seitdem ein Sortiment aus hochwertigen Lokomotiven und Eisenbahnwagen der Nenngröße H0 an, sowohl für das Zweileiter-Gleichstromsystem als auch das Mittelleiter-Wechselstromsystem. Das Sortiment umfasste auch Produkte der Nenngröße TT.
Im Herbst 2012 stellte das Unternehmen die Produktion ein. Das Unternehmen wurde einer Pressemeldung zufolge Ende März 2013 kurz vor Ende des Liquidationsverfahrens durch eine Dresdener Investorengruppe übernommen. Am 15. April 2013 begann die Produktion von Neuem. Angekündigt wurde als Neuheit für das Jahr 2013 die 03.1010 sowie eine Ausweitung der Fertigung in den Bereichen Formen- und Musterbau. Die nun als Gützold Modellbau GmbH benannte Firma stellte im September 2014 Insolvenzantrag (Amtsgericht Dresden, Aktenzeichen: 531 IN 1728/14).
Am 4. Oktober 2017 wurden Teile der Firma von der fischer-modell GmbH übernommen, die am Standort Zwickau weiterhin Modelleisenbahnen unter der Marke Gützold produziert.